# Treignac
Treignac è un comune francese di 1 454 abitanti situato nel dipartimento della Corrèze nella regione della Nuova Aquitania.

Vi morì il pittore Edmond Tapissier nel 1943.

## Società

### Evoluzione demografica
Abitanti censiti